# Hranice u Aše
Hranice ([ˈɦraɲɪt͡sɛ ˈuaʃɛ]) (deutsch Roßbach, vogtländisch Roßbich) ist eine Kleinstadt im böhmischen Vogtland. Hranice ist die westlichste Stadt Tschechiens.

## Geographie

### Geographische Lage
Hranice liegt nördlich von Aš im Okres Cheb des Karlovarský kraj. Die Stadt Hranice, der oberfränkische Nachbarort Regnitzlosau und die sächsische Gemeinde Eichigt (Grenzübergang Hranice–Ebmath) befinden sich im vogtländischen Dreiländereck Böhmen-Bayern-Sachsen. Die drei Kommunen sind Mitglieder der Vereinigung Freunde im Herzen Europas.

### Gemeindegliederung
Hranice besteht aus den Ortsteilen Hranice (Roßbach), Pastviny (Friedersreuth), Studánka (Thonbrunn) und Trojmezí (Gottmannsgrün), die zugleich auch Katastralbezirke bilden. Grundsiedlungseinheiten sind Hranice, Kozí Hřbety (Ziegenruck), Krásňany (Pfannenstiel), Novosedly (Neustallung), Pastviny, Sídliště, Studánka, Studánka-u nádraží und Trojmezí. Zu Hranice gehört auch die Wüstung Císařský Hamr (Kaiserhammer).

### Nachbarorte
|                     | Eichigt                                        |                          |
| Regnitzlosau, Rehau | Kompassrose, die auf Nachbargemeinden zeigt    | Adorf/Vogtl., Bad Elster |
|                     | Krásná (Schönbach b. Asch), Podhradí (Neuberg) | Aš (Asch)                |

## Geschichte

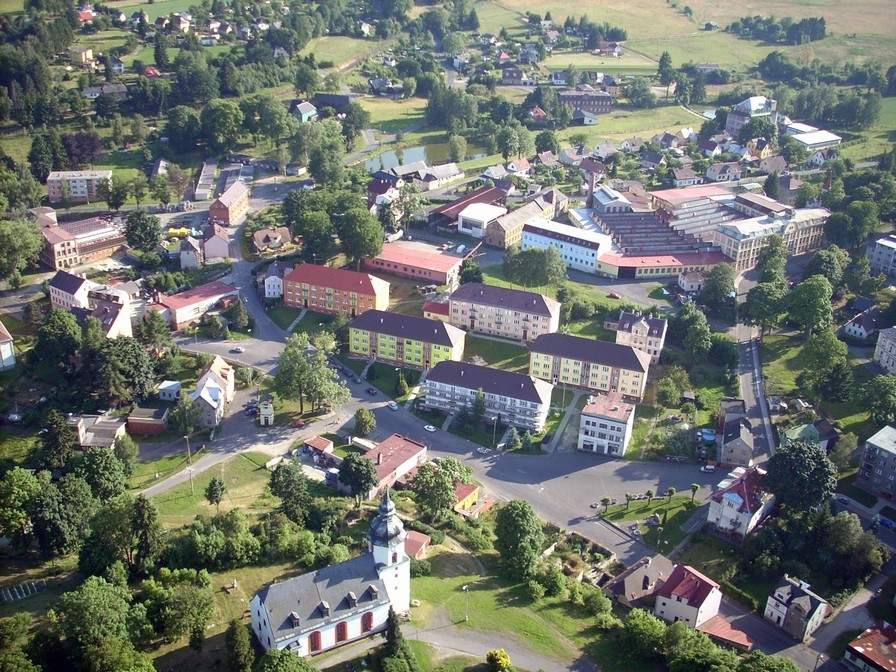
Luftbild des Stadtbezirks

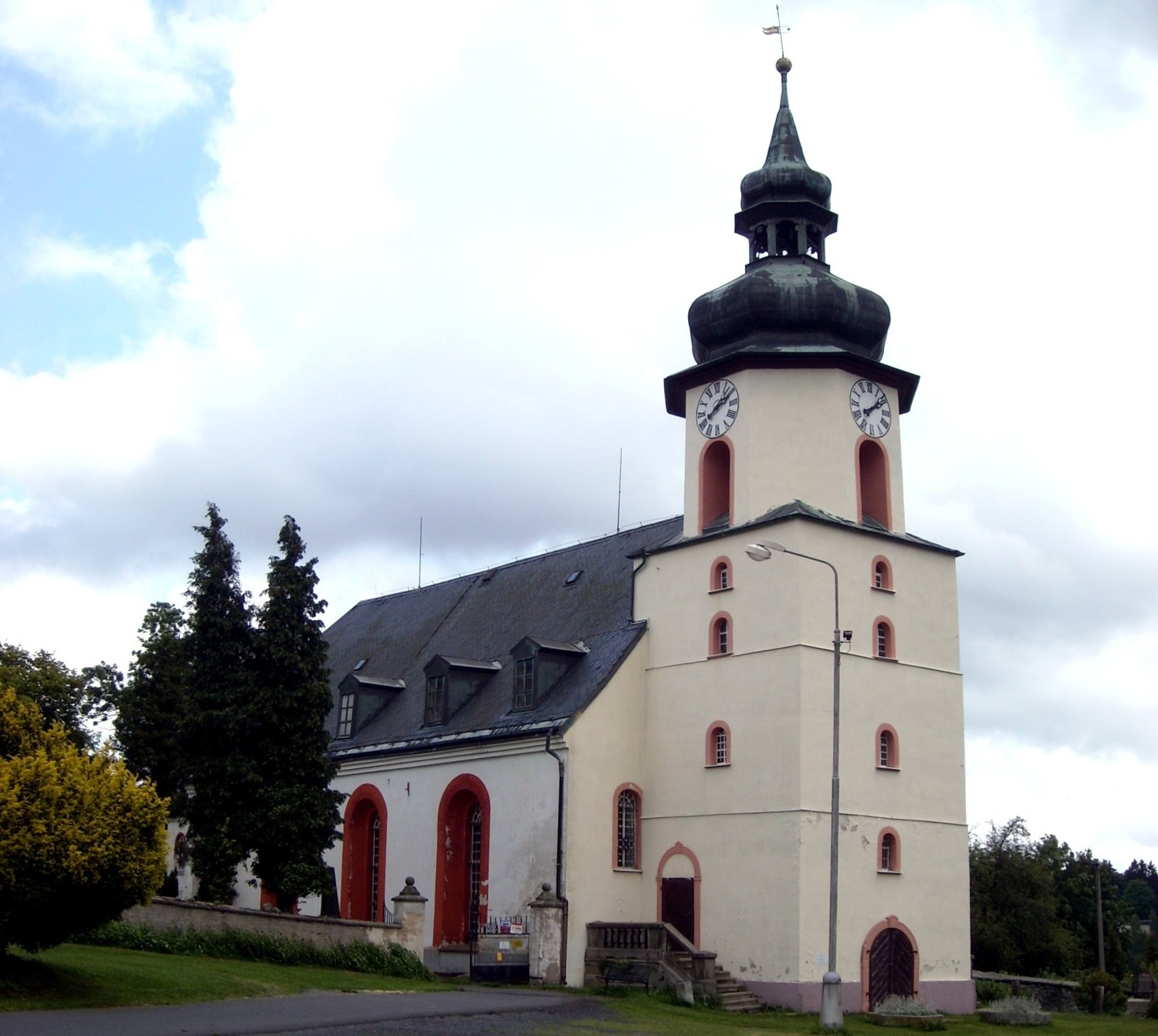
Evangelische Kirche

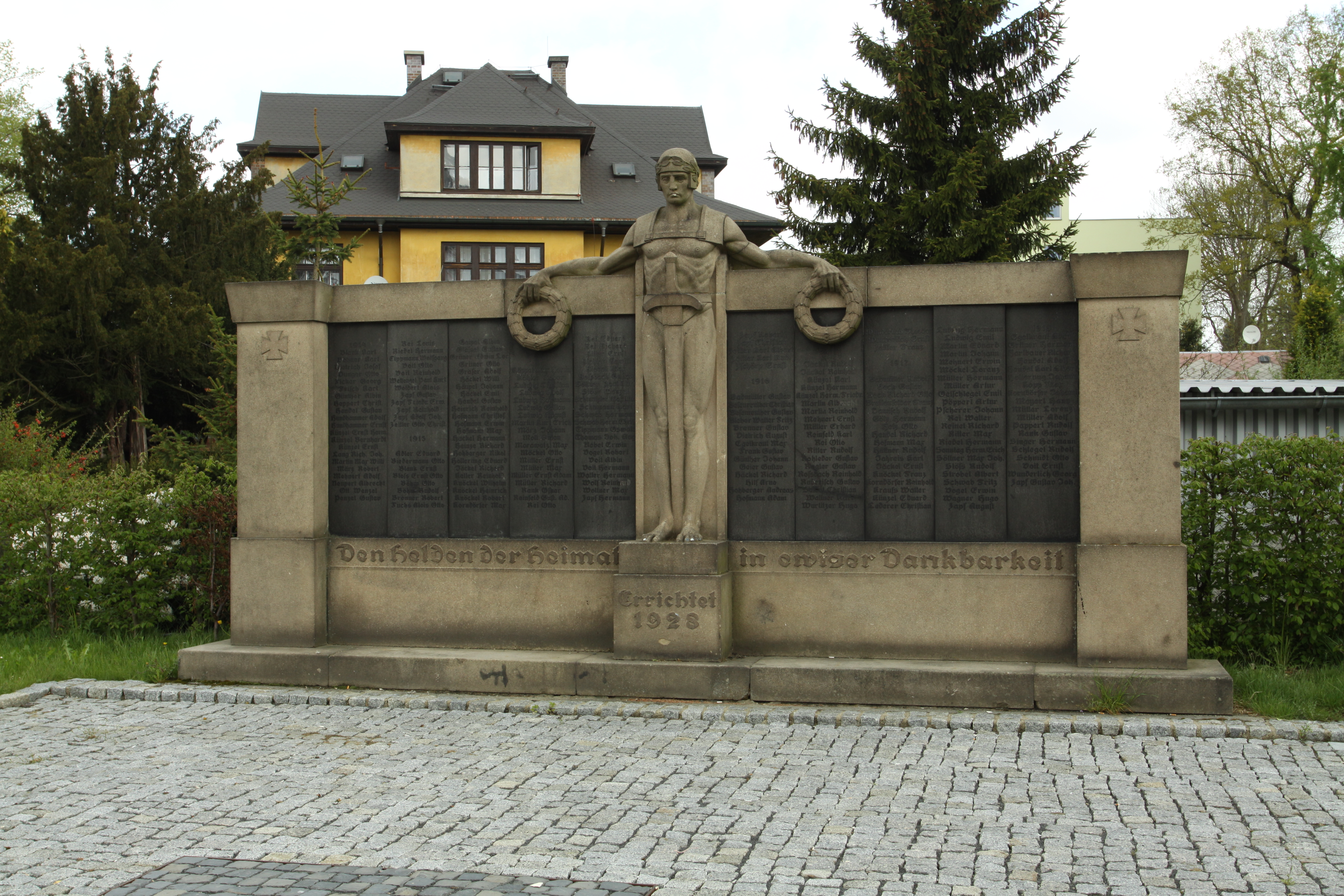
Kriegerdenkmal für die Gefallenen des Ersten Weltkriegs (errichtet 1928)

Die Gründung wird im 12. Jahrhundert vermutet. Die älteste Erwähnung von Roßbach stammt aus dem Jahr 1318. Die Stadt gehörte damals zur kirchlichen Verwaltung der Stadt Hof. Das ursprüngliche Dorf lag auf dem Handelsweg zwischen  Eger (jetzt Cheb) und Plauen. Bereits im Jahre 1413 berichtete man, dass die Bevölkerung größtenteils von Webarbeiten lebte.
Die gegenüber Neuerungen nicht aufgeschlossene Bevölkerung weigerte sich ursprünglich erfolgreich gegen den Anschluss an das Straßennetz, weil man befürchtete, dass der Ort dann militärisch leicht angreifbar wäre. Dadurch verlor Roßbach zunächst den wirtschaftlichen Anschluss, was damals schließlich mit zum Niedergang der Industrie führte.
Nachweisbar ist: 1778 fertigte man in Handarbeit wertvolle gewebte Kleider und Musseline mit eingearbeiteten Mustern. 1808 wurde die erste Textilmanufaktur eingerichtet, die vor allem für den Export produzierte.
Im 19. Jahrhundert nahm Roßbach eine führende Stellung in der Textilindustrie der Region ein. Die Einwohner, die die Landwirtschaft nicht mehr ernähren konnte, fanden Arbeit in der Textilindustrie.
1882 wurde Roßbach von Franz Josef I. zum Marktflecken erhoben. Die Gemeinde gehörte während der Habsburgermonarchie zum Gerichtsbezirk Asch bzw. Bezirk Asch.
1885 wurde der Markt schließlich über die Lokalbahn Asch–Roßbach an das Eisenbahnnetz angeschlossen. Die Strecke wurde später bis nach Adorf (Vogtl.) verlängert.
1904 wurde das erste Telefon in Betrieb genommen, die Gemeinde 1911 an das Stromnetz angeschlossen.
Der Ort gehörte seit 1918 zur neu gegründeten Tschechoslowakei und wurde von den Tschechen Hranice (deutsch Grenze) genannt. Im Zuge des Münchner Abkommens wurde Hranice 1938 dem Deutschen Reich zugeschlagen und gehörte bis 1945 zum Landkreis Asch, Regierungsbezirk Eger, im Reichsgau Sudetenland.
Die Vertreibung der Deutschen als Folge des Zweiten Weltkriegs führte zu einem starken Bevölkerungsrückgang.
1964 bekam Hranice Stadtrechte.

### Einwohnerentwicklung
| Jahr | Einwohner | Anmerkungen                                            |
| ---- | --------- | ------------------------------------------------------ |
| 1847 | 2954      | in 321 Häusern, deutsche, meist evangelische Einwohner |
| 1869 | 3652      |                                                        |
| 1880 | 3823      |                                                        |
| 1890 | 3703      |                                                        |
| 1900 | 4895      | deutsche, meist evangelische Einwohner                 |
| 1910 | 4518      |                                                        |
| 1921 | 3936      |                                                        |
| 1930 | 4283      | [ 8 ]                                                  |
| 1939 | 4193      | [ 8 ]                                                  |

| Jahr      | 1950 | 1961 1 | 1970 1 | 1980 2 | 1991 2 | 2001 2 | 2011 2 |
| Einwohner | 2503 | 2032   | 2130   | 2428   | 2280   | 2266   | 2096   |

## Kultur und Sehenswürdigkeiten

### Museen
- Fabrik von F. A. Hendel, 1908 erbaut und heute ein Museum

### Bauwerke
- Evangelische Kirche, erbaut 1682 und 1719 umgebaut.
- Römisch-katholische Kirche „Besuch der Jungfrau Maria“ mit zwei Türmen aus dem Jahr 1894

## Söhne und Töchter der Stadt
- Rudolf Dölling (1902–1975), Generalmajor der Nationalen Volksarmee in der DDR sowie Botschafter in der UdSSR
- Josef Hendel (1897–1993), Künstler (Gemälde, Holzschnitte, Radierungen)
- Johann Christoph Hilf (1783–1885), in Thonbrunn geborener Musiker
- Otto Fritz Richter (1922–2004), Destillateur und Unternehmer
- Robert Reinhold Richter (1886–1933), Destillateur und Unternehmer (3 Richter „433“)
- Otto Zapf (1931–2018), Industriedesigner, Mitbegründer des Möbelherstellers Vitsoe